# 류훙차이

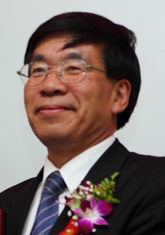

류훙차이(중국어: 劉洪才, 류홍재, 1955년 6월 ~ )는 랴오닝성 출신의 중화인민공화국 외교관이다. 2010년부터 조선민주주의인민공화국 주재 중화인민공화국 특명전권대사를 맡고 있다.